# Technik Museum Sinsheim
Technik Museum Sinsheim (wcześniej Auto- und Technikmuseum Sinsheim) – muzeum techniki w Sinsheim w Niemczech. Otwarte zostało w 1981 r., prowadzone jest przez organizację „Auto-Technik-Museum e.V.”, zarządzającą również Muzeum Techniki w Spirze.

## Statystyki
W 2004 roku muzeum dysponowało ponad 3000 eksponatów, a powierzchnia wystawowa w środku i na zewnątrz wynosiła ponad 50 000 m². Na terenie muzeum mieści się też kino IMAX 3D o wymiarach 22 × 27 m. Muzeum odwiedzane jest rocznie przez ponad milion zwiedzających – jest ono największym prywatnym muzeum w Europie.

## Wystawy

### Wyróżniające się wystawy
W 2003 r. linie Air France przekazały na potrzeby muzeum jeden z wycofanych Concorde’ów (rejestracja F-BVFB). Dzięki tej maszynie i Tupolewowi Tu-144 (wystawiany od 2001 r.) to jedyne miejsce prezentujące oba naddźwiękowe pasażerskie samoloty. Oba są w całości dostępne dla turystów.
Stowarzyszenie muzeum nabyło w 2004 r. rosyjski wahadłowiec Buran. 3 października 2008 r. został on udostępniony zwiedzającym.
Muzeum w Sinheim ma też największą w Europie stałą kolekcję bolidów Formuły 1 (w tym Ferrari), motocykli, pojazdów-rekordzistów prędkości i klasycznych samochodów.

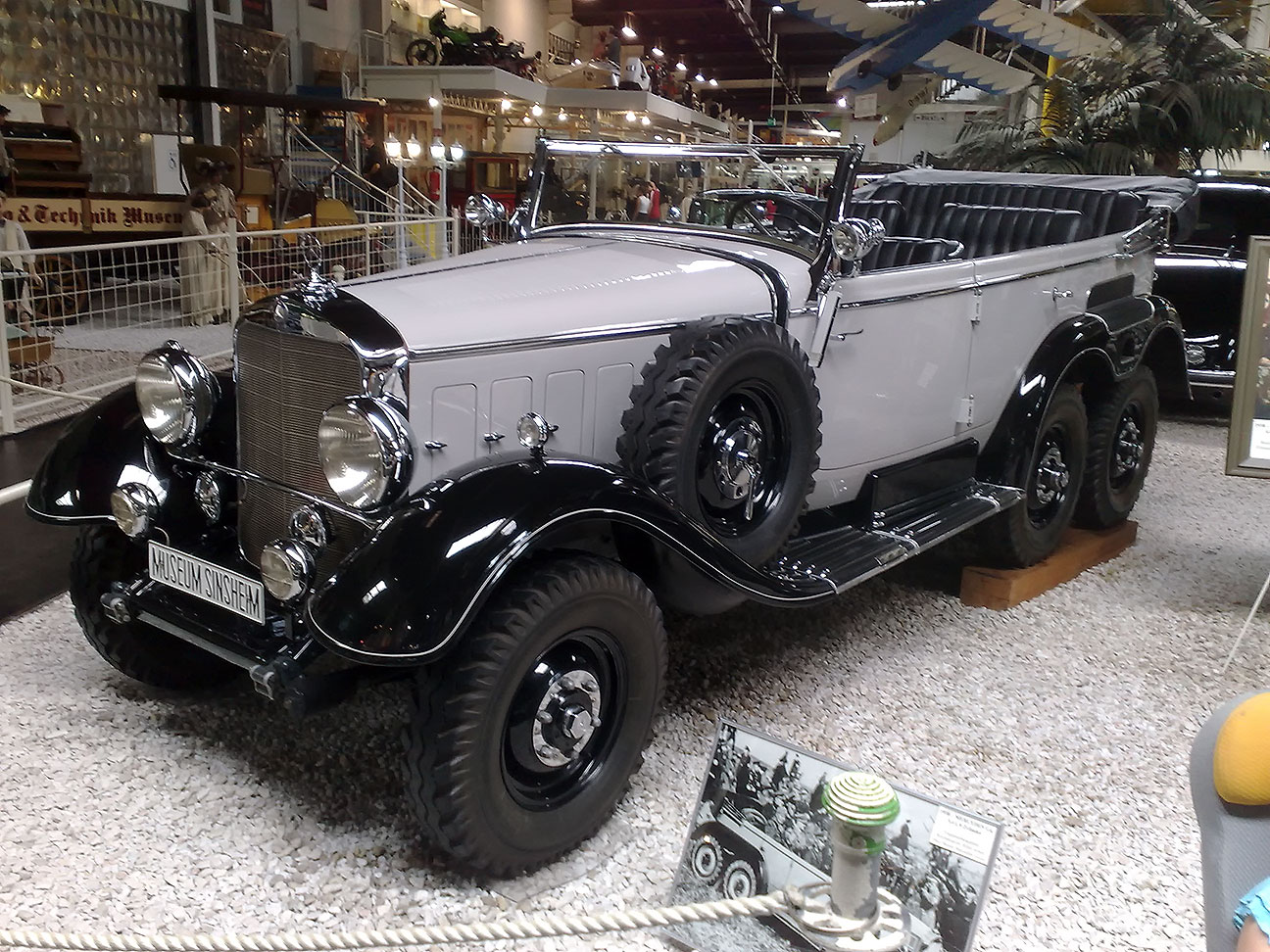
Mercedes-Benz W31

Muzeum Techniki i Samochodów Sinsheim jest otwarte 365 dni w roku.

### Samoloty, które można zwiedzać w środku

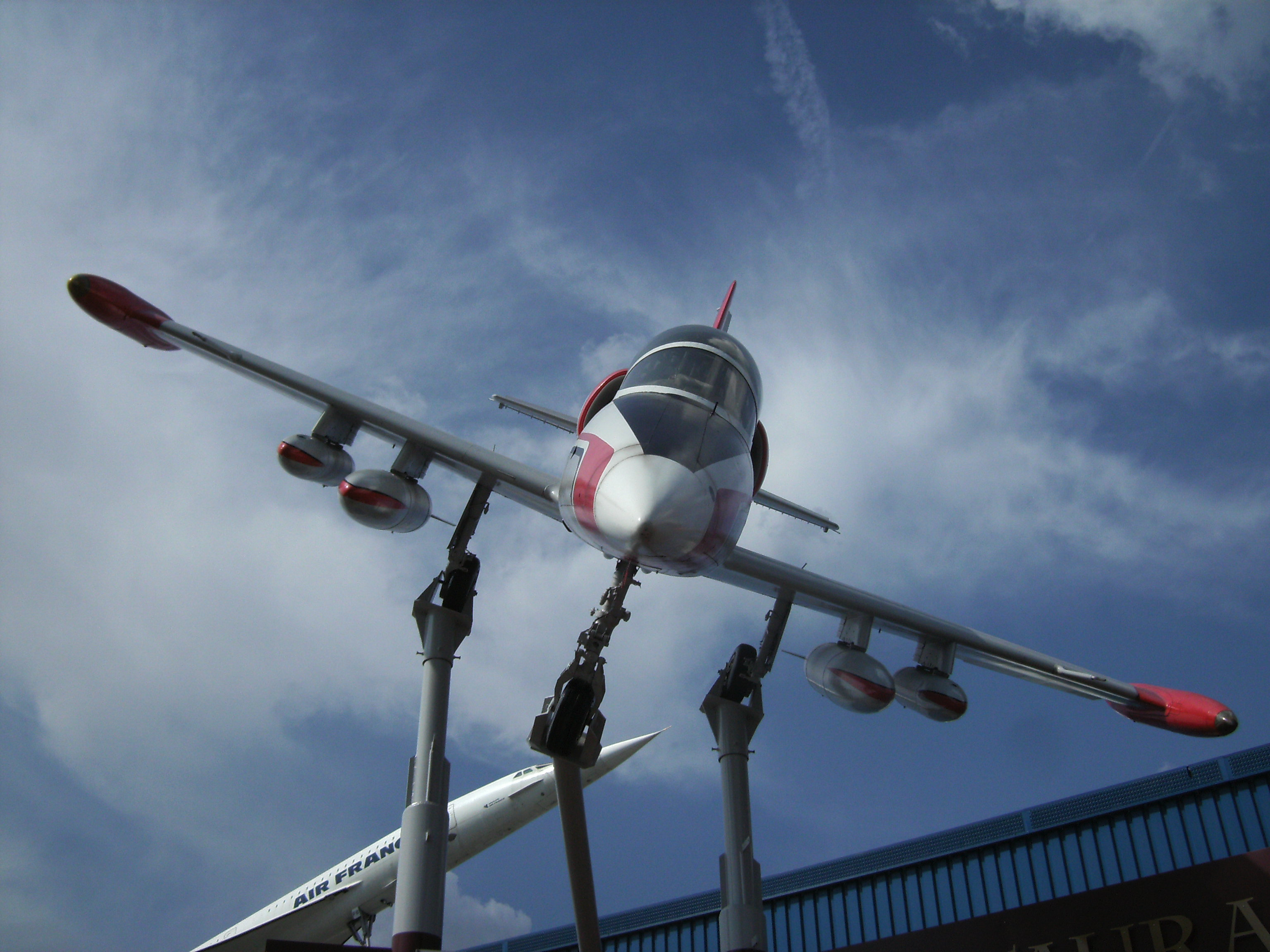
Aero L-39 Albatros

- Concorde
- Tu-144
- Ju 52
- Canadair CL-215
- Douglas DC-3
- Tu 134

### Inne wystawy
- 300 klasycznych samochodów
  - kolekcja mercedesów i maybachów
- 40 samochodów sportowych i wyścigowych
- kolekcja bolidów Formuły 1
  - „Blue flame” – amerykański pojazd o napędzie rakietowym, swego czasu pobił rekord świata prędkości
- 200 motocykli
- 27 lokomotyw
- 50 samolotów, w tym myśliwce obu wojen światowych i początku ery odrzutowców, pasażerskie liniowce
- 150 traktorów
- silniki parowe i ciężarówki
- części mechaniczne
- Brytyjski autobus piętrowy AEC Regent

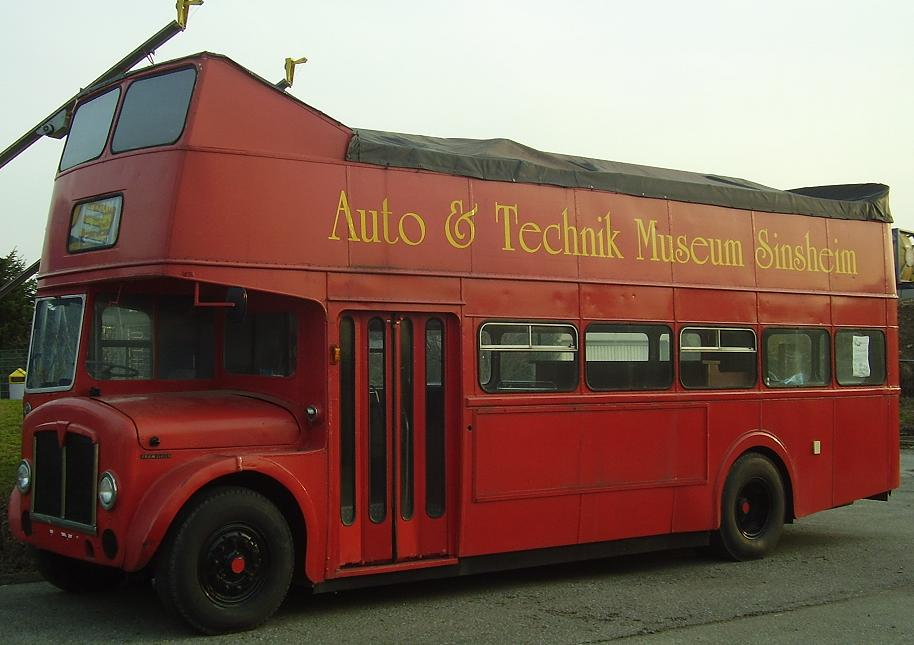
Brytyjski autobus piętrowy AEC Regent

kilka wczesnych myśliwców i innych samolotów
- czołgi, artyleria i inny sprzęt wojskowy

## Dojazd
Do muzeum można łatwo dojechać samochodem, znajduje się przy nim duży parking. W pobliżu jest też utworzona z myślą o potencjalnych zwiedzających stacja regionalnej kolei.